# Walter Paul Dürst
Walter Paul Dürst   (Davos, 28 de febrer de 1927 - 2 de maig de 2016) va ser un jugador d'hoquei sobre gel suís que va competir entre finals de la dècada de 1940 i començaments de la de 1960. Era germà del també jugador d'hoquei sobre gel Hans Dürst.
El 1948 va prendre part en els Jocs Olímpics de Sankt Moritz, on guanyà la medalla de bronze en la competició d'hoquei sobre gel. Quatre anys més tard, als Jocs d'Oslo, fou cinquè en la mateixa competició. En el seu palmarès també destaquen tres medalles de bronze al Campionat del Món d'hoquei gel, el 1950, 1951 i 1953.
A nivell de clubs jugà al HC Davos, amb qui guanyà la lliga suïssa de 1947, 1948, 1950, 1958 i 1960 i la Spengler Cup de 1951, 1957 i 1958.